# Coats Facula
La Coats Facula è una struttura geologica della superficie di Titano.